# Roques de l'Avellanosa
Les Roques de l'Avellanosa és una muntanya de 1.745 metres que es troba al municipi del Pont de Bar, a la comarca de l'Alt Urgell.